# Legión de la Fuerza Aérea Croata
La Legión de la Fuerza Aérea Croata (en croata: Hrvatska Zrakoplovna Legija), o HZL, también conocida como la Legión Croata, era una unidad voluntaria extranjera de la Luftwaffe alemana formada por voluntarios croatas provenientes del Estado Independiente de Croacia que luchó en el Frente Oriental entre 1941-1943 en la Segunda Guerra Mundial. Luego fue absorbido por la Fuerza Aérea del Estado Independiente de Croacia y sus miembros sobrevivientes lucharon en suelo croata. La legión tenía aproximadamente 360 hombres.  
La unidad fue enviada a Alemania para entrenamiento el 15 de julio de 1941 antes de dirigirse al Frente Oriental. Muchos de los pilotos y tripulaciones habían servido previamente en la Real Fuerza Aérea Yugoslava durante la Invasión de Yugoslavia en abril de 1941. Algunos de ellos también tenían experiencia en los dos tipos principales que operarían, Messerschmitt 109 y Dornier Do 17, con dos pilotos de combate que en realidad derribaron aviones de la Luftwaffe.
El comandante de la Legión era Ivan Mark. Durante las operaciones en el Frente Oriental, los combatientes de la unidad consiguieron un total de 283 muertes mientras que sus bombarderos participaron en 1.332 misiones de combate.

## Organización

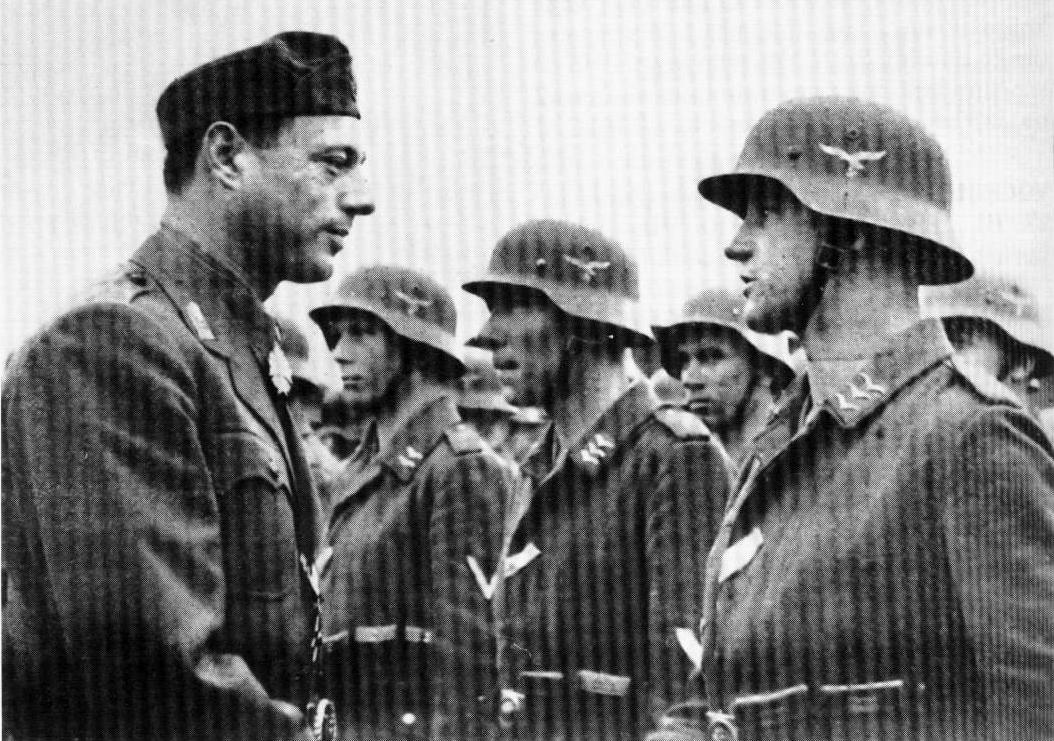
El Ministro de las Fuerzas Armadas de Croacia, Ante Vokić, visita a los voluntarios en Stockerau en 1944.

La Legión se organizó en un ala de combate y un ala de bombarderos: 
- 4. Ala de combate (Mayor Franjo Dzal) 
  - 10. Escuadrón de combate
  - 11. Escuadrón de combate

El 4. Ala de combate estaba unido al Jagdgeschwader 52￼￼. Originalmente sirvió como parte del III./JG 52, mientras que más tarde se conoció como el 15 (Kroat.) / JG52. Fue dirigido por Franjo Džal. 
- 5. Ala de bombardero 
  - 12. Escuadrón de bombarderos
  - 13. Escuadrón de bombarderos

El 5. Ala de bombardero se unió originalmente a Kampfgeschwader 3 como parte del 10 / KG3 y más tarde como el 15. (Kroat.) / KG 3.

## Operaciones de combate sobre el Frente Oriental 1941-44

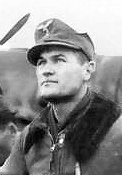
El piloto croata Mato Dukovac, frente a su caza Messerschmitt 109 G en el frente oriental, 1942. Fue el as de mayor puntaje de la Legión de la Fuerza Aérea de Croacia con 44 victorias confirmadas contra la Fuerza Aérea Soviética. Tenga en cuenta la cresta de la Legión debajo de la cabina del avión.

Un escuadrón del Ala de combate fue enviado al área de Furth, Alemania, para entrenamiento, el otro al aeródromo Herzogenaurach, cerca. El entrenamiento comenzó el 19 de julio de 1941 en los aviones Arado 96 y Messerschmitt 109-D, y duró hasta finales de septiembre de 1941, momento en que los Legionarios se consideraron listos para el Frente Oriental y estaban equipados con varios modelos del caza Messerschmitt-109￼￼. Durante el curso de su entrenamiento, los hombres recibieron uniformes de la Luftwaffe adornados con el escudo de armas croata y la insignia de la Legión de la Fuerza Aérea Croata en el bolsillo derecho del pecho. 
El Escuadrón recibió la designación oficial 15. (Kroatische)/JG 52', y llegó a su primer aeródromo del Frente Oriental el 6 de octubre de 1941, cerca de Poltava. El 9 de octubre de 1941, el Escuadrón tiene su primera prueba de acción, cuando, en el área de Ahtijevka-Krasnograd, un R10 soviético fue derribado. El asesinato fue dado al piloto de enlace alemán del Escuadrón, el Teniente Baumgarten. El Escuadrón fue transferido a finales de octubre de 1941 a Taganrog, y permaneció en esta área hasta el 1 de diciembre de 1941. La primera muerte por un piloto croata ocurrió en este período por el Capitán Ferencina, y la segunda por el Teniente Coronel Dzal. 
El 1 de diciembre de 1941, el Escuadrón se transfirió a Marinpol. Se atacaron columnas blindadas soviéticas alrededor de Pokorovskoje, Matvejeva, Kurgan, Jeiska y Uspenskoje, y en la línea ferroviaria Marinpol-Stalino. Además, el Escuadrón escoltó a los bombarderos alemanes en sus misiones. A fines de enero de 1942, el Escuadrón había derribado 23 aviones soviéticos (de estos, cuatro eran cazas MIG-3). A finales de marzo de 1942, el Escuadrón recibió un telegrama del Comandante de 4.Fliegerkorp, General Flugbeil, y el Comandante de 4.Luftflotte, Coronel General Lohr, felicitándolos por sus éxitos. En abril de 1942, el Escuadrón realizó misiones de escolta para bombarderos Stuka, guardó el aeródromo de Marinpol y desmanteló a las tropas soviéticas en el área del Mar de Azov. Otros nueve aviones soviéticos fueron derribados en este período. 
En mayo, el Escuadrón fue transferido primero a Crimea, y poco después, a la región de Artemovka-Konstantinovka. Desde esta base de operaciones, el Escuadrón realizó misiones de escolta para bombarderos que atacaban Sebastopol y patrullaron el área del Mar de Azov. Otros cuatro aviones soviéticos fueron derribados, y también se hundió una lancha patrullera soviética. Desde finales de mayo, hasta el 21 de junio de 1942 (la fecha del vuelo del Escuadrón 1000), 21 aviones soviéticos más fueron derribados. Desde esta fecha hasta finales de julio de 1942, se derribaron 69 aviones más. 
A fines de 1942, la unidad recibió un descanso de tres meses, regresando a Nikolayev el 21 de febrero de 1943. Aunque la unidad continuó anotando asesinatos, hubo una serie de deserciones del 15/JG 52, con pilotos volando a los aeródromos soviéticos. La Luftwaffe interrogó a los pilotos restantes, el Staffel fue retirado del frente y el comandante del HZL fue reemplazado. Este fue el final de la segunda gira de 15./JG 52 en el Frente Oriental. La Luftwaffe decidió reemplazar a la mayoría de los pilotos restantes de 15./JG 52 con hombres recién entrenados, y varios veteranos del Staffel se unieron a ellos durante su entrenamiento de combate en Fürth. Doce se graduaron el 1 de octubre de 1943 y llegaron con otros dos pilotos a Nikolayev el 21 de octubre de 1943, donde estaban equipados con ocho Bf 109G-4 y G-6. Se desplegaron en su aeródromo en Bagerovo y comenzaron las misiones de combate el 26 de octubre. A fines de 1943, el Escuadrón había registrado 283 asesinatos y tenía 14 pilotos que habían obtenido el estatus de As de la aviación.
El Escuadrón continuó con sus excelentes actuaciones hasta marzo de 1944, cuando la Luftwaffe decidió que intentar mantener 15./JG 52 era inútil, y los hombres fueron enviados a casa al NDH para ayudar a combatir la creciente actividad aérea sobre los Balcanes por parte de los Aliados. Durante sus tres giras, el Staffel había contabilizado un total de 297 aviones soviéticos cuando se volvió a desplegar en Croacia. 
Al menos parte de la unidad regresó al Frente Oriental cuando, a principios de julio, la Luftwaffe reconsideró su decisión. Fueron transportados a Rumania y luego a la República Eslovaca, pero no se proporcionaron aviones, y el 21 de julio se informó a los pilotos que el HZL debía ser desmantelado. A pesar de esto, en agosto fueron trasladados a un campo de aviación en Prusia Oriental, donde recibieron diez Bf 109G-14. A principios de septiembre volaron a Lituania en preparación para unirse a la refriega, pero la deserción del líder del escuadrón Mato Dukovac llevó al cese de las operaciones aéreas croatas en el Frente Oriental.

## Operaciones de bombarderos sobre el Frente Oriental 1941-42
Oficialmente designado 15. (Kroatische)/KG 53', El escuadrón de bombarderos estaba equipado con aviones Dornier Do 17Z. Llegó al Frente Oriental el 25 de octubre de 1941, después de entrenar en el Grosse Kampfflieger Schule 3, en Greifswald, Alemania. Su primera área de operaciones fue cerca de Vitebsk. El resto de las tareas del Escuadrón de Bombarderos estaban en el Sector Norte del Frente Oriental, incluido el bombardeo de Leningrado y Moscú. El 9 de noviembre de 1941, el Escuadrón fue felicitado por el Fieldmarshall Albert Kesselring por sus acciones hasta el momento. Después de volar alrededor de 1.500 salidas en el Frente Oriental, el Escuadrón y su avión se desplegaron nuevamente en Croacia en diciembre de 1942, para ayudar a combatir la creciente amenaza partisana a las fuerzas del Eje en la Yugoslavia ocupada.

## Operaciones de combate sobre Croacia 1944-45
A principios de 1944, el escuadrón fue redesignado 1./(Kroat.)JG pero permaneció en Crimea en el Frente Oriental. Al mismo tiempo, se formaron dos nuevas unidades para defender el espacio aéreo sobre Croacia. Las tripulaciones para 2. u. 3. Staffel provenía de pilotos croatas que habían completado recientemente un curso A/B en una escuela de vuelo alemana en Bohemia seguido de una escuela de combate Bf 109 en Francia. Regresaron a Croacia a principios de enero de 1944 y fueron asignados a Velika Gorica, donde se formarían los dos Staffeln. Los planes para equipar el Staffeln con Bf 109 fueron cancelados, y a finales de enero los pilotos del 2. Staffel (2./(Kroat.)JG) fueron a Italia para recoger alrededor de una docena de Macchi M.C.202 y Fiat G.50 El 3. Staffel era un escuadrón de entrenamiento operativo, también conocido como 3./(Kroat.)JG y equipado con cazas Macchi C.200 y Fiat CR.42￼￼. Todos estos aviones conservaron sus marcas de la Luftwaffe mientras estaban en servicio con la unidad. 
Después de un período de conversión operativa, los escuadrones comenzaron las operaciones contra las frecuentes incursiones en Croacia de aviones de la USAAF y la RAF. Para abril de 1944  el 1./(Kroat.)JG había sido retirado del Frente Oriental y su tripulación regresó a NDH. Durante un período de intensa actividad durante el verano de 1944, los escuadrones reclamaron unos 20 aviones aliados derribados, mientras que al mismo tiempo recibieron más Macchi M.C.202, así como varios Macchi M.C.205 nuevos. 
A finales de 1944, los escuadrones habían entregado sus restantes Macchis desgastados por los nuevos combatientes alemanes Messerschmitt 109 G & K. Más de 50 Messerschmitt's fueron entregados a los escuadrones y a la Fuerza Aérea del Estado Independiente de Croacia, y la entrega final tuvo lugar el 23 de abril de 1945.

## Operaciones de bombarderos sobre Croacia 1943-45
A su regreso, el escuadrón de bombarderos de la Legión fue redesignado 1./(Kroat.)KG después de haber volado sus nueve bombarderos Dornier Do 17Z desde Rusia de regreso a Croacia. Los Dorniers demostraron ser una adición bienvenida al poder de ataque de las fuerzas del Eje que luchaban contra los partisanos en la Yugoslavia ocupada hasta fines de julio de 1944, cuando se incorporó a la ZNDH. A finales de 1943, se formó un segundo escuadrón, 2./(Kroat.)KG para proporcionar capacitación operativa. Estaba equipado con bombarderos italianos diseñados y construidos CANT Z.1007 y Fiat BR.20.